# Équipe de Tunisie masculine de handball au Championnat du monde 2009
Cet article relate le parcours de l'équipe de Tunisie masculine de handball lors du championnat du monde 2009 organisé en Croatie du 16 janvier au 1er février 2009. Il s'agit de la 11e participation de la Tunisie aux championnats du monde.

## Présentation

### Qualification
La Tunisie s'est qualifiée en tant que finaliste du championnat d'Afrique 2008.

## Résultats
|   | Équipe    | Pts | J | G | N | P | Bp  | Bc  | Diff |
| - | --------- | --- | - | - | - | - | --- | --- | ---- |
| 1 | Allemagne | 9   | 5 | 4 | 1 | 0 | 147 | 116 | 31   |
| 2 | Macédoine | 6   | 5 | 3 | 0 | 2 | 145 | 136 | 9    |
| 3 | Pologne   | 6   | 5 | 3 | 0 | 2 | 146 | 131 | 15   |
| 4 | Russie    | 5   | 5 | 2 | 1 | 2 | 143 | 145 | -2   |
| 5 | Tunisie   | 4   | 5 | 2 | 0 | 3 | 132 | 153 | -21  |
| 6 | Algérie   | 0   | 5 | 0 | 0 | 5 | 125 | 157 | -32  |

| Date             | Équipe 1  | Score   | Équipe 2  |
| ---------------- | --------- | ------- | --------- |
| 17 janvier 19h30 | Macédoine | 24 - 25 | Tunisie   |
| 18 janvier 17h30 | Tunisie   | 24 - 26 | Allemagne |
| 19 janvier 19h30 | Russie    | 36 - 31 | Tunisie   |
| 21 janvier 19h30 | Pologne   | 31 - 27 | Tunisie   |
| 22 janvier 19h30 | Tunisie   | 36 - 25 | Algérie   |

| 17 janvier 2009 19:30 CET | Macédoine       | 24 – 25 | Tunisie     | Varaždin Arena, Varaždin Affluence : 3 500 Arbitrage : Nicolau Cacador |
| 17 janvier 2009 19:30 CET | Kiril Lazarov 9 | (14–13) | Issam Tej 6 | Varaždin Arena, Varaždin Affluence : 3 500 Arbitrage : Nicolau Cacador |
| 17 janvier 2009 19:30 CET | ×3 ×1           | Rapport | ×4 ×1       | Varaždin Arena, Varaždin Affluence : 3 500 Arbitrage : Nicolau Cacador |

| 18 janvier 2009 17:30 CET | Tunisie        | 24 – 26 | Allemagne     | Varaždin Arena, Varaždin Affluence : 3 500 Arbitrage : Valek Opava |
| 18 janvier 2009 17:30 CET | Aymen Hammed 9 | (12–12) | Pascal Hens 6 | Varaždin Arena, Varaždin Affluence : 3 500 Arbitrage : Valek Opava |
| 18 janvier 2009 17:30 CET | ×2 ×7 ×1       | Rapport | ×3 ×6         | Varaždin Arena, Varaždin Affluence : 3 500 Arbitrage : Valek Opava |

| 19 janvier 2009 19:30 CET | Russie                   | 36 – 31 | Tunisie              | Varaždin Arena, Varaždin Affluence : 1 000 Arbitrage : Hansen Gjeding |
| 19 janvier 2009 19:30 CET | Kovalev, Filippov (en) 7 | (16–11) | Jaleleddine Touati 9 | Varaždin Arena, Varaždin Affluence : 1 000 Arbitrage : Hansen Gjeding |
| 19 janvier 2009 19:30 CET | ×2 ×7 ×1                 | Rapport | ×3 ×4                | Varaždin Arena, Varaždin Affluence : 1 000 Arbitrage : Hansen Gjeding |

| 21 janvier 2009 19:30 CET | Pologne                   | 31 – 27 | Tunisie        | Varaždin Arena, Varaždin Affluence : 800 Arbitrage : Ljubić Krstić |
| 21 janvier 2009 19:30 CET | Tomasz Tłuczyński (en) 11 | (16–11) | Selim Hedoui 6 | Varaždin Arena, Varaždin Affluence : 800 Arbitrage : Ljubić Krstić |
| 21 janvier 2009 19:30 CET | ×3                        | Rapport | ×4 ×9 ×1       | Varaždin Arena, Varaždin Affluence : 800 Arbitrage : Ljubić Krstić |

| 22 janvier 2009 19:30 CET | Tunisie               | 36 – 25 | Algérie          | Varaždin Arena, Varaždin Affluence : 300 Arbitrage : Valek Opava |
| 22 janvier 2009 19:30 CET | Jaleleddine Touati 12 | (18–11) | Yacinn Bouakaz 5 | Varaždin Arena, Varaždin Affluence : 300 Arbitrage : Valek Opava |
| 22 janvier 2009 19:30 CET | ×3                    | Rapport | ×2 ×9 ×1         | Varaždin Arena, Varaždin Affluence : 300 Arbitrage : Valek Opava |

| Tunisie                     |    |                     |       |              |
|                             |    |                     |       |              |
| G                           | 12 | Marouène Maggaiez   | 20/40 |              |
| G                           | 16 | Slim Zehani         | 5/10  |              |
| ARG                         | 3  | Selim Hedoui        | 1/2   | Carton jaune |
| P                           | 6  | Issam Tej           | 4/6   | Suspension   |
| ALD                         | 7  | Jaleleddine Touati  | 12/16 |              |
| ARD                         | 9  | Aymen Hammed        | 0/2   | Carton jaune |
| ARG/DC                      | 11 | Anis Mahmoudi       | 2/2   |              |
|                             | 15 | Marouane Hadj Ahmed | 2/3   | Suspension   |
| ARC                         | 17 | Oualid Ben Amor     | 1/1   | Suspension   |
| ARD                         | 18 | Wissem Bousnina     | 2/3   |              |
| P                           | 19 | Mahmoud Gharbi      | /     |              |
| DC                          | 20 | Heykel Megannem     | 6/12  |              |
| ALG                         | 21 | Anouar Ayed         | 4/6   | Carton jaune |
|                             | 31 | Maher Kraiem        | 2/2   |              |
| Entraîneur : Zoran Živković |    |                     |       |              |

| Tunisie | Statistiques   | Algérie |
| ------- | -------------- | ------- |
| 36/55   | Buts marqués   | 25/60   |
| 65 %    | % réussite     | 42 %    |
| 1/2     | Jets de 7 m    | 2/2     |
| 6 min   | Suspensions    | 18 min  |
| 3       | Cartons jaunes | 2       |
| 0       | Cartons rouges | 1       |
| 25/50   | Arrêts         | 9/45    |
| 50 %    | % d'arrêts     | 20 %    |

| Algérie                  |    |                    |      |                                                                    |
|                          |    |                    |      |                                                                    |
| G                        | 1  | Lamine Rabir       | 5/23 |                                                                    |
| G                        | 16 | Samir Kerbouche    | 4/22 |                                                                    |
| ARG                      | 3  | Omar Chehbour      | 4/10 | Suspension                                                         |
| P                        | 5  | Aziz Benkahla      | /    | Carton jaune                                                       |
| ARG                      | 6  | Messaoud Berkous   | /    |                                                                    |
| P                        | 7  | Hichem Boudrali    | 2/3  | Suspension                                                         |
| ARG                      | 8  | Tahar Labane       | 4/6  | Suspension                                                         |
| ARG                      | 9  | Yacinn Bouakaz     | 5/8  | Suspension                                                         |
| ARD                      | 10 | Sassi Boultif      | 1/4  |                                                                    |
| ALG                      | 13 | Riad Chehbour      | 2/5  |                                                                    |
| ARG                      | 14 | Hamza Zouaoui      | 0/3  | Suspension                                                         |
| ALD                      | 15 | Rabah Soudani      | /    |                                                                    |
| ARD                      | 17 | Abderrahim Berriah | 3/10 |                                                                    |
|                          | 18 | Hamza Toum         | /    | Suspension                                                         |
| DC                       | 20 | Sid Ali Yahia      | 4/11 | Carton jaune · Suspension · Suspension · Suspension · Carton rouge |
| Entraîneur : Kamel Akkeb |    |                    |      |                                                                    |

### Poule de classement
La Tunisie est placée dans la poule de classement II dont les matchs se disputent à Poreč.
|   | Équipe          | Pts | J | G | N | P | Bp  | Bc  | Diff |
| - | --------------- | --- | - | - | - | - | --- | --- | ---- |
| 1 | Égypte          | 8   | 5 | 4 | 0 | 1 | 135 | 125 | 10   |
| 2 | Russie          | 8   | 5 | 4 | 0 | 1 | 151 | 127 | 24   |
| 3 | Tunisie         | 6   | 5 | 3 | 0 | 2 | 159 | 146 | 13   |
| 4 | Algérie         | 6   | 5 | 3 | 0 | 2 | 140 | 142 | -2   |
| 5 | Brésil          | 2   | 5 | 1 | 0 | 4 | 131 | 137 | -6   |
| 6 | Arabie saoudite | 0   | 5 | 0 | 0 | 5 | 105 | 144 | -39  |

| 24 janvier 2009 16:00 CET | Tunisie       | 28 – 21 | Arabie saoudite   | Centre sportif Žatika, Poreč Affluence : 300 Arbitrage : Mazeika Gatelis |
| 24 janvier 2009 16:00 CET | Anouar Ayed 5 | (12–8)  | Bandar Al-Harbi 5 | Centre sportif Žatika, Poreč Affluence : 300 Arbitrage : Mazeika Gatelis |
| 24 janvier 2009 16:00 CET | ×3            | Rapport | ×3                | Centre sportif Žatika, Poreč Affluence : 300 Arbitrage : Mazeika Gatelis |

| 25 janvier 2009 16:00 CET | Égypte            | 31 – 30 | Tunisie       | Centre sportif Žatika, Poreč Affluence : 1 000 Arbitrage : Višekruna Stanojević |
| 25 janvier 2009 16:00 CET | Ahmed El-Ahmar 11 | (15–14) | Anouar Ayed 9 | Centre sportif Žatika, Poreč Affluence : 1 000 Arbitrage : Višekruna Stanojević |
| 25 janvier 2009 16:00 CET | ×3 ×6 ×1          | Rapport | ×3 ×6         | Centre sportif Žatika, Poreč Affluence : 1 000 Arbitrage : Višekruna Stanojević |

| 26 janvier 2009 18:00 CET | Tunisie              | 34 – 33 | Brésil             | Centre sportif Žatika, Poreč Affluence : 500 Arbitrage : Mazeika Gatelis |
| 26 janvier 2009 18:00 CET | Jaleleddine Touati 6 | (18–16) | Borges, Ferreira 9 | Centre sportif Žatika, Poreč Affluence : 500 Arbitrage : Mazeika Gatelis |
| 26 janvier 2009 18:00 CET | ×3                   | Rapport | ×4 ×6              | Centre sportif Žatika, Poreč Affluence : 500 Arbitrage : Mazeika Gatelis |

### Match de classement pour la17eplace
La Tunisie est opposée à l'Argentine, troisième de la poule de classement.
| 27 janvier 2009 18:00 CET | Argentine              | 23 – 29 | Tunisie          | Centre sportif Žatika, Poreč Affluence : 500 Arbitrage : Valek Opava |
| 27 janvier 2009 18:00 CET | Damián Migueles (en) 5 | (13–14) | Gharbi, Kraiem 6 | Centre sportif Žatika, Poreč Affluence : 500 Arbitrage : Valek Opava |
| 27 janvier 2009 18:00 CET | ×3 ×4                  | Rapport | ×3 ×4            | Centre sportif Žatika, Poreč Affluence : 500 Arbitrage : Valek Opava |

### Classement des buteurs
| Rang | Joueur              | Tot. | Tirs | %    | Ch. | 7 m | MJ | Moy. | Temps de jeu    |
| ---- | ------------------- | ---- | ---- | ---- | --- | --- | -- | ---- | --------------- |
| 1    | Jaleleddine Touati  | 49   | 76   | 64 % | 36  | 13  | 9  | ,    | 7 h 20 min 8 s  |
| 2    | Anouar Ayed         | 37   | 54   | 69 % | 24  | 13  | 9  | ,    | 5 h 40 min 19 s |
| 3    | Aymen Hammed        | 34   | 76   | 45 % | 34  | 0   | 9  | ,    | 5 h 24 min 27 s |
| 4    | Heykel Megannem     | 33   | 69   | 48 % | 33  | 0   | 9  | ,    | 7 h 15 min 30 s |
| 5    | Issam Tej           | 27   | 42   | 64 % | 27  | 0   | 9  | ,    | 6 h 51 min 53 s |
| 6    | Selim Hedoui        | 21   | 45   | 47 % | 21  | 0   | 9  | ,    | 5 h 27 min 16 s |
| 7    | Wissem Bousnina     | 18   | 31   | 58 % | 18  | 0   | 9  | ,    | 3 h 3 min 47 s  |
| 8    | Maher Kraiem        | 16   | 20   | 80 % | 16  | 0   | 8  | ,    | 2 h 32 min 58 s |
| 9    | Mahmoud Gharbi      | 14   | 21   | 67 % | 14  | 0   | 9  | ,    | 4 h 2 min 26 s  |
| 10   | Marouane Hadj Ahmed | 10   | 18   | 56 % | 10  | 0   | 9  | ,    | 2 h 46 min 8 s  |
| 11   | Anis Mahmoudi       | 4    | 11   | 36 % | 4   | 0   | 4  | ,    | 1 h 3 min 55 s  |
| 12   | Oualid Ben Amor     | 1    | 4    | 0 %  | 1   | 0   | 4  | ,    | 0 h 45 min 38 s |

### Gardiens de but
| N° | Joueur            | %    | Arrêts | Tirs | MJ | Moy. | Temps de jeu    |
| -- | ----------------- | ---- | ------ | ---- | -- | ---- | --------------- |
| 1  | Makram Missaoui   | 38 % | 8      | 21   | 4  | 2,0  | 0 h 23 min 3 s  |
| 2  | Marouène Maggaiez | 36 % | 110    | 305  | 9  | 12,2 | 7 h 12 min 56 s |
| 2  | Slim Zehani       | 37 % | 25     | 67   | 5  | 5,0  | 1 h 24 min 1 s  |